# Acura ILX
Der Acura ILX (interne Bezeichnung: DE1/2/3) ist eine Limousine der Kompaktklasse, die von 2012 bis 2022 von Acura, der Premium-Marke von Honda, hergestellt wurde.

## Geschichte
Erstmals präsentiert wurde die Limousine im Rahmen der North American International Auto Show (NAIAS) im Januar 2012 in Detroit als Konzeptfahrzeug Acura ILX Concept. Einen Monat später debütierte das Serienfahrzeug auf der Chicago Auto Show. Im Mai 2012 kam das Fahrzeug in den Handel. Ab Verkaufsstart 2012 war es mit Hybridantrieb erhältlich und gilt als das erste Hybridelektrokraftfahrzeug der Marke; 2014 wurde die Variante wieder eingestellt. Im Rahmen der LA Auto Show im November 2014 wurde eine überarbeitete Variante des ILX vorgestellt. Sie wurde ab Februar 2015 verkauft. Im Herbst 2018 wurde der ILX erneut überarbeitet.
2022 wurde er durch den wieder eingeführten Acura Integra ersetzt.

## Hintergrund
Das Fahrzeug basiert auf der neunten Generation des Honda Civic, aber wurde gegenüber diesem in einigen Punkten verändert.

## Produktion und Absatz
Im Gegensatz zum ausschließlich in Kanada erhältlichen Vorgängermodell Acura CSX wird der ILX auch in den Vereinigten Staaten und Mexiko angeboten. Zwischen 2012 und 2014 wurde die Limousine in Greensburg (Indiana) gebaut. Seit dem Facelift Anfang 2015 erfolgt die Produktion in Marysville (Ohio). Der CSX hingegen wurde im kanadischen Alliston produziert.
Ursprünglich plante Honda 30 000 ILX im Jahr abzusetzen, vom Verkaufsbeginn im Mai 2012 bis April 2013 wurden jedoch laut den WardsAuto vorliegenden Daten nur 19 759 Einheiten erzielt. Von der Hybridvariante wurden von 2012 bis 2014 pro Verkaufsjahr unter 1500 Stück abgesetzt.

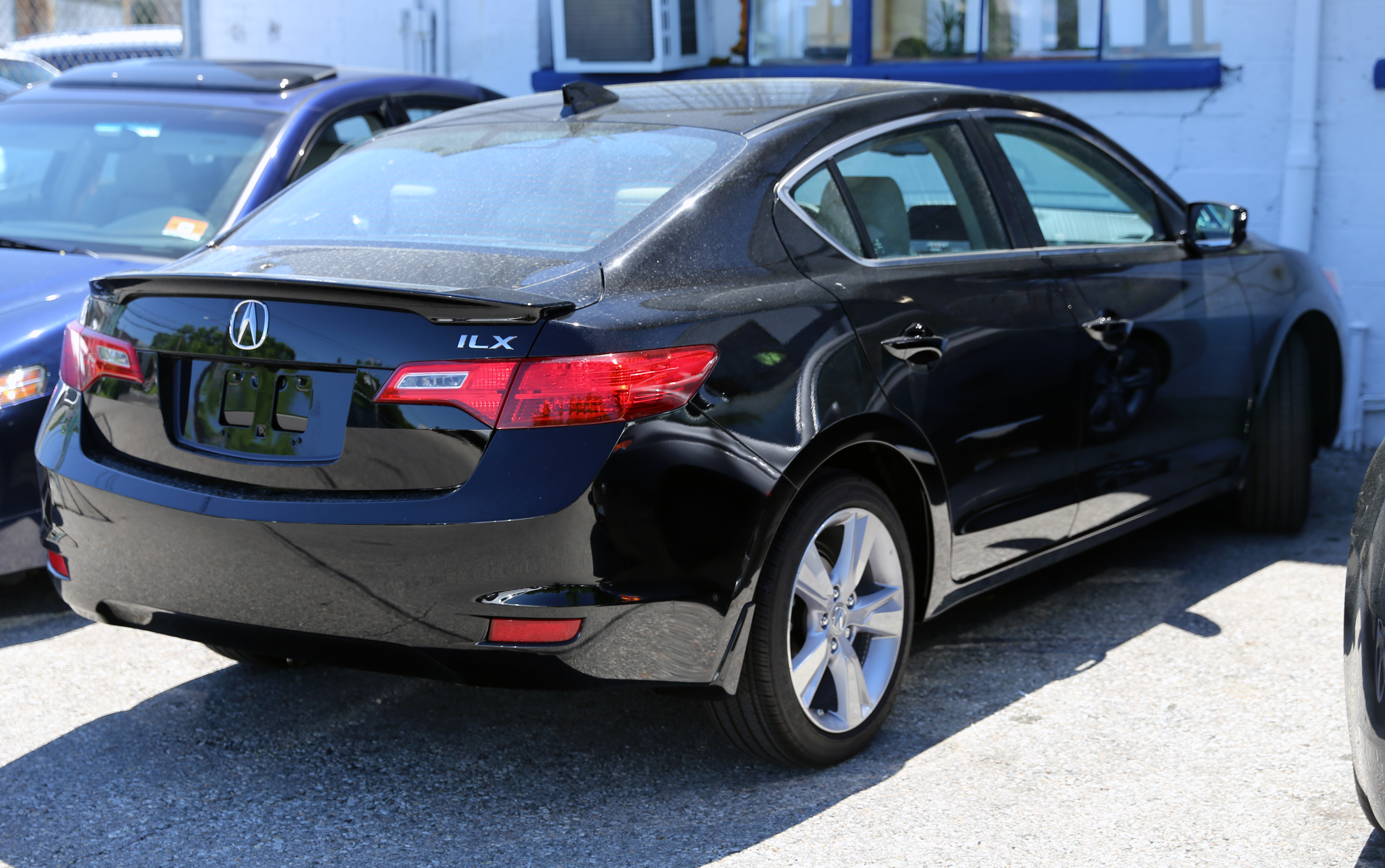
Heckansicht
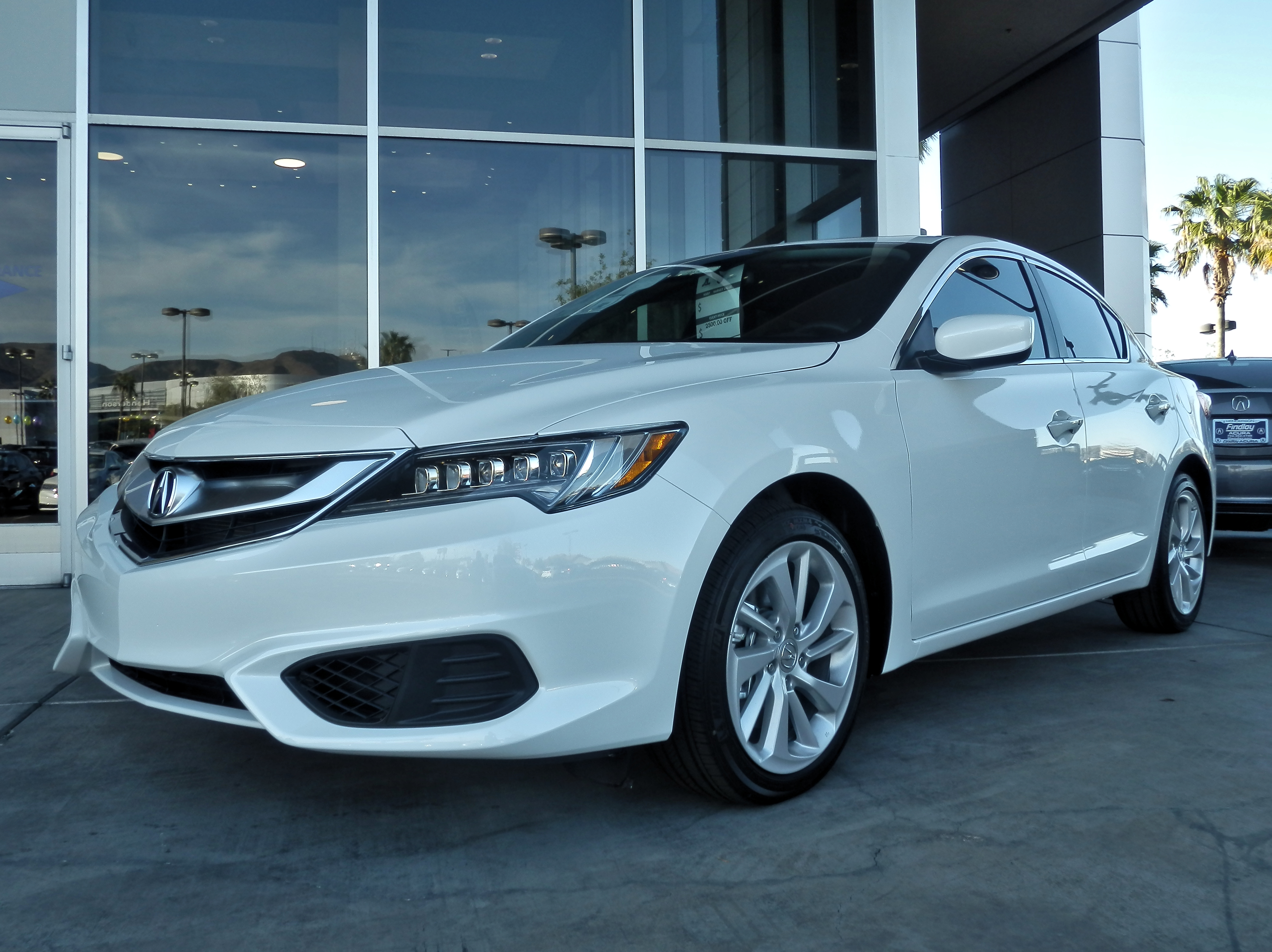
Acura ILX (2016–2018)
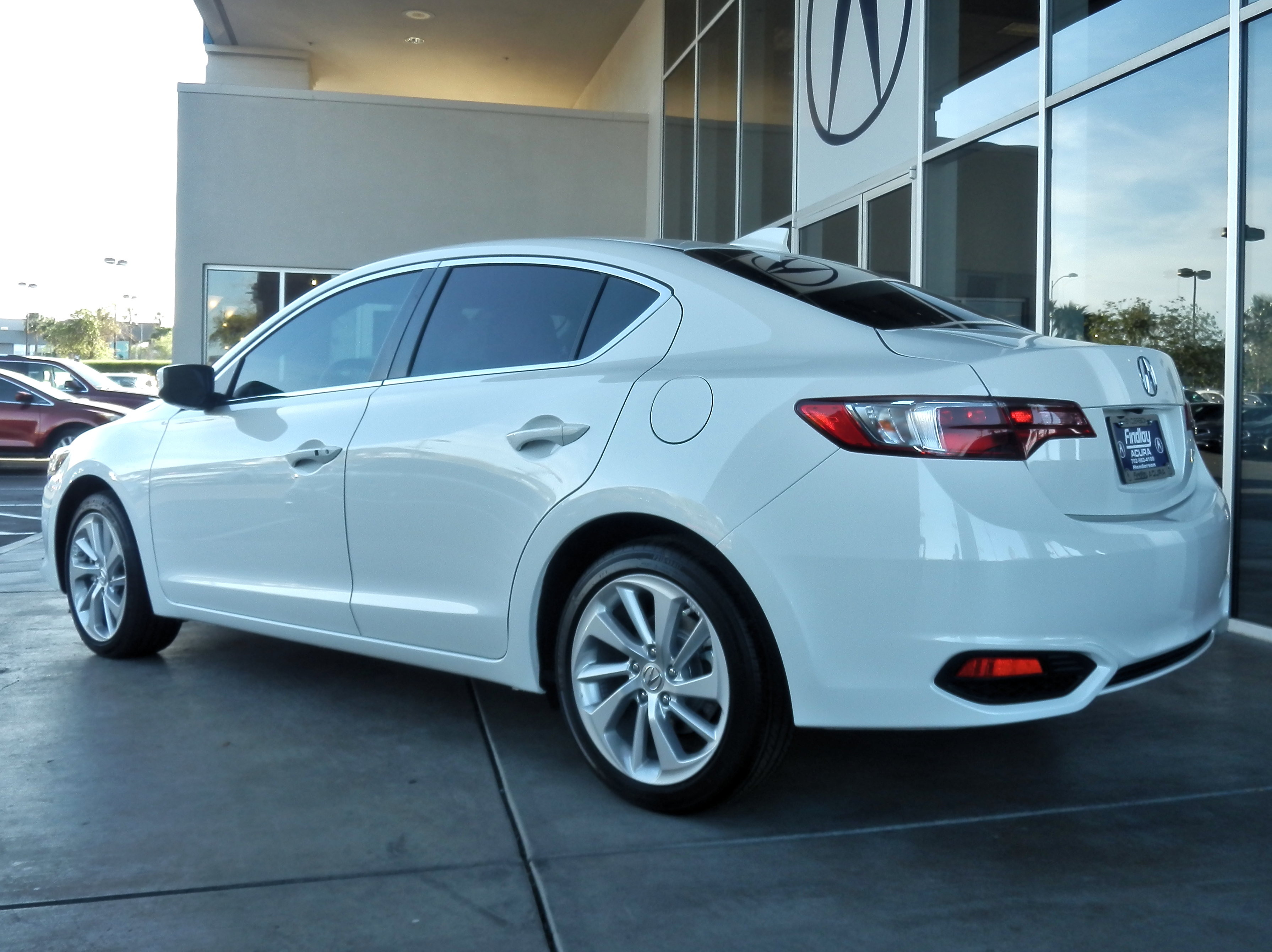
Heckansicht
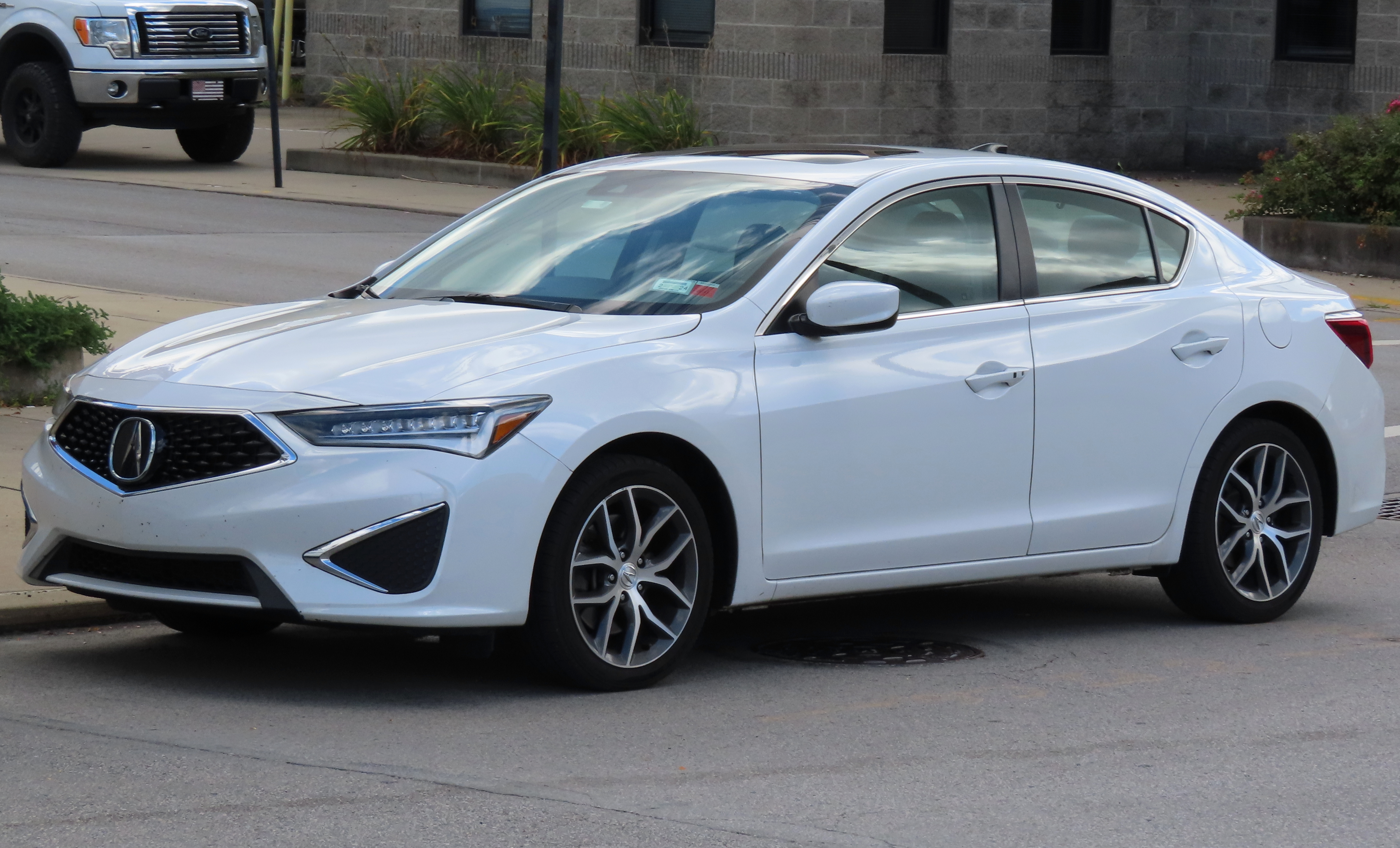
Acura ILX (2018–2022)
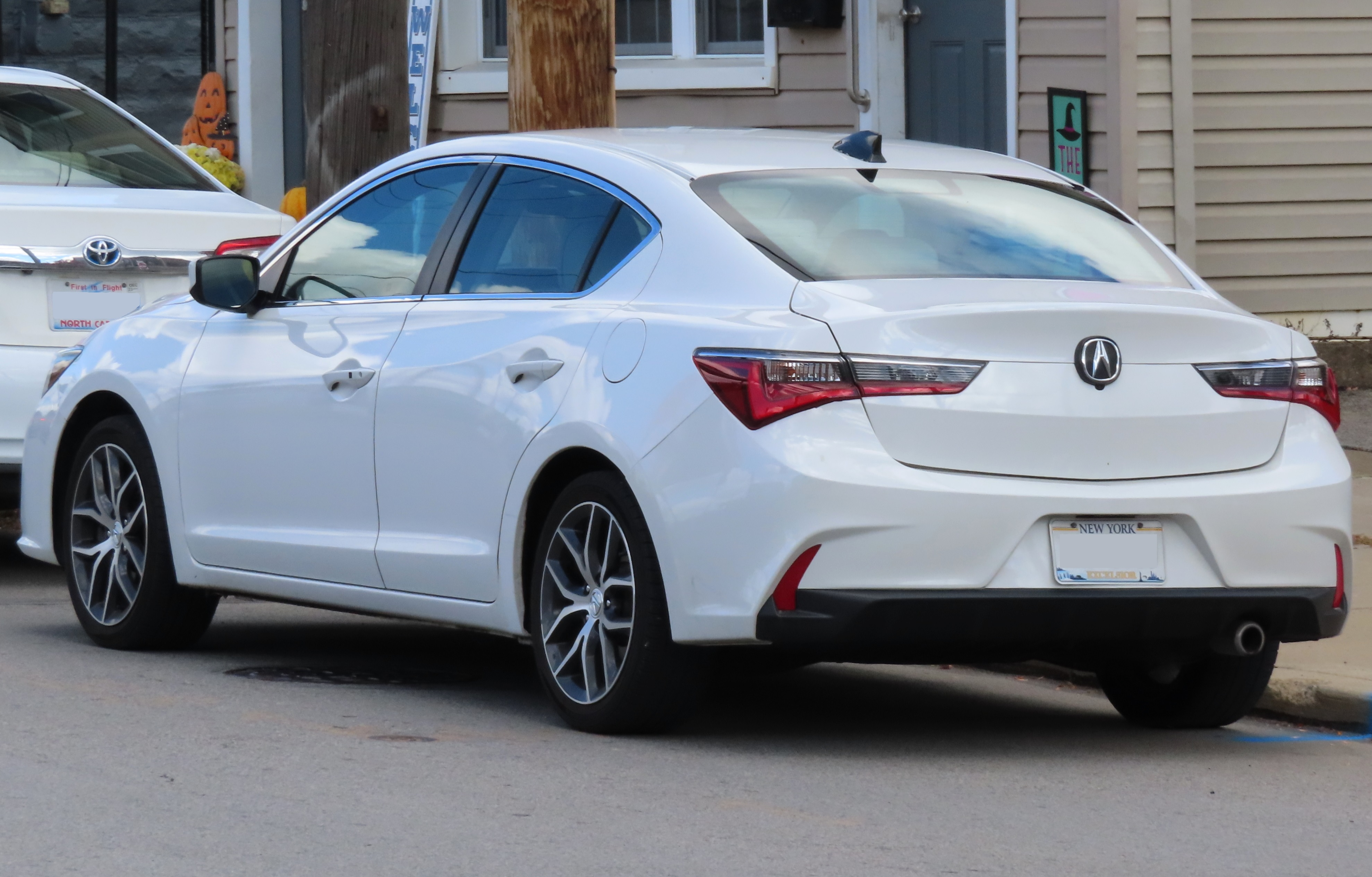
Heckansicht
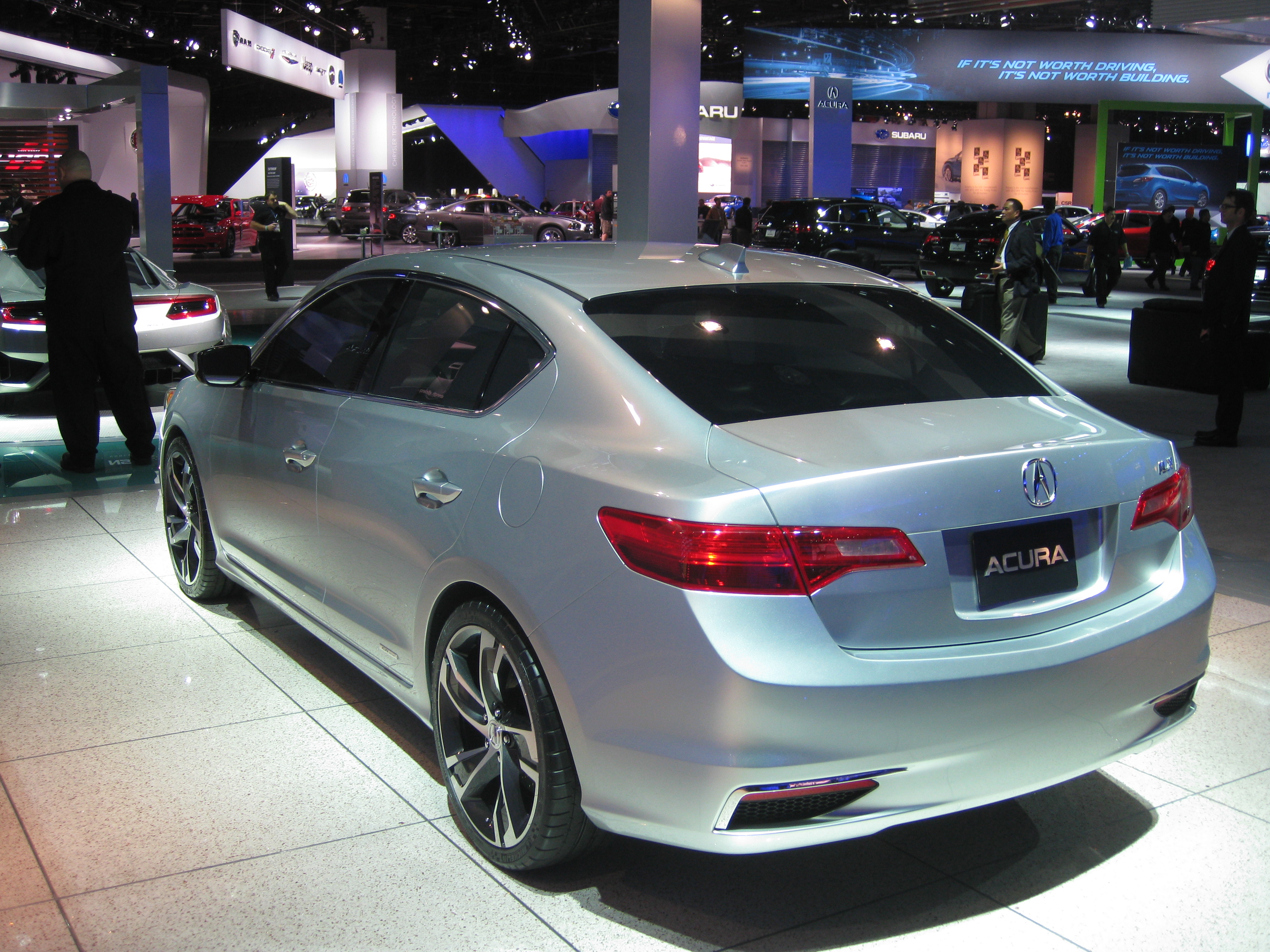
Acura ILX Concept (2012)

## Antrieb
Ab Verkaufsstart wurde das Fahrzeug mit einer maximalen Leistung von 112 kW (150 hp) aus einem 2,0-l-, einem 2,4-l-R4-Ottomotor mit maximal 150 kW (201 hp) und einem Mildhybridantrieb. Der Hybridantrieb setzt sich aus einem 1,5-l-R4-Ottomotor mit maximal 83 kW (111 hp) und 15-kW-Elektromotor zwischen Verbrennungsmotor und Getriebe zusammen (IMA). Die Motoren sind quer zur Fahrtrichtung eingebaut und ihre Leistung wird an die Vorderräder übertragen. Beim 2,0-l-Motor gab es ein Fünfstufen-Automatikgetriebe, beim 2,4-l-Motor ein Sechsgang-Schaltgetriebe und beim Hybridmodell ein stufenloses Getriebe. Für alle drei Motoren wurde eine Mehrpunkt-Saugrohreinspritzung genutzt.
Zum Wechsel auf das Modelljahr 2015 entfiel die Hybridvariante. Seit dem ersten Facelift mit Modelljahr 2016 wird auch der 2,0-l-Motor nicht mehr angeboten. Gleichzeitig wurde beim verbleibenden 2,4-l-Motor, der auf Benzindirekteinspritzung umgestellt wurde, das Schaltgetriebe durch ein Achtgang-Doppelkupplungsgetriebe ersetzt. Auch sein Hubraum wurde um 2 cm³ auf 2356 cm³ erhöht.

## Technische Daten
|            | Motorart             | Motorbauart       | Hubraum  | max. Leistung bei min−1, Verbrennungsmotor | Leistung, Elektromotor | max. Drehmoment bei min−1 | Bauzeit   |
| ---------- | -------------------- | ----------------- | -------- | ------------------------------------------ | ---------------------- | ------------------------- | --------- |
| 2.0        | Ottomotor            | R4                | 1997 cm³ | 112 kW (150 hp) bei 6500                   | –                      | 190 Nm bei 4300           | 2012–2015 |
| 2.4        | Ottomotor            | R4                | 2354 cm³ | 150 kW (201 hp) bei 7000                   | –                      | 231 Nm bei 4400           | 2012–2015 |
| 2.4        | Ottomotor            | R4                | 2356 cm³ | 150 kW (201 hp) bei 6800                   | –                      | 244 Nm bei 3800           | 2015–2022 |
| 1.5 Hybrid | Otto- + Elektromotor | R4 + Elektromotor | 1497 cm³ | 83 kW (111 hp) bei 5500                    | 15 kW                  | 172 Nm bei 1000           | 2012–2014 |

|            | Bauzeit   | Gemischaufbereitung      | Ventilsteuerung | Getriebe                       | Antrieb          |
| ---------- | --------- | ------------------------ | --------------- | ------------------------------ | ---------------- |
| 2.0        | 2012–2015 | Saugrohreinspritzung     | SOHC            | 5-Stufen-Automatikgetriebe     | Vorderradantrieb |
| 2.4        | 2012–2015 | Saugrohreinspritzung     | DOHC            | 6-Gang-Schaltgetriebe          | Vorderradantrieb |
| 2.4        | 2015–2022 | Benzindirekteinspritzung | DOHC            | 8-Gang-Doppelkupplungsgetriebe | Vorderradantrieb |
| 1.5 Hybrid | 2012–2014 | Saugrohreinspritzung     | SOHC            | stufenloses Getriebe           | Vorderradantrieb |